# Wormingford
Wormingford – wieś i civil parish w Anglii, w hrabstwie Essex, w dystrykcie Colchester. Leży 34 km na północny wschód od miasta Chelmsford i 83 km na północny wschód od Londynu. W 2011 roku civil parish liczyła 454 mieszkańców. Wormingford jest wspomniana w Domesday Book (1086) jako Widemondefort.